# Sent Maurici de Casasvièlhas
Sent Maurici de Casasvièlhas (en francès Saint-Maurice-de-Cazevieille) és un municipi francès situat al departament del Gard i a la regió d'Occitània.